# Носов, Максим Геннадьевич
Макси́м Генна́дьевич Но́сов (род. 19 ноября 1976, Куйбышев, СССР) — российский футболист, играл на позициях защитника и полузащитника.

## Карьера
Воспитанник ДЮСШ «Крыльев Советов». В 1995—1996 годах играл в «Нефтянике» из Похвистнево. В 1997 году перешёл в клуб «Лада-Тольятти-ВАЗ» и, отыграв там два сезона, вернулся в «Нефтяник». Летом 1999 года пополнил ряды красноярского «Металлурга». В 2000 году перешёл в клуб Высшей лиги «Локомотив» из Нижнего Новгорода, но после первого круга вернулся в «Ладу». В 2002—2004 годах играл за «Лукойл», во второй половине сезона-2003 на правах аренды выступал в оренбургском «Газовике». В 2005 году подписал контракт с махачкалинским «Динамо». Летом 2006 года перешёл в иркутскую «Звезду». В 2007 году защищал цвета «Мордовии» и «Амура». Завершил профессиональную карьеру в 2008 году в «Юните».

## Достижения
- Победитель зоны «Восток» Второго дивизиона: 2006
- Серебряный призёр Второго дивизиона (2): 2004 (зона «Урал-Поволжье»), 2007 (зона «Восток»)
- Бронзовый призёр зоны «Урал» Второго дивизиона: 2002